# Нильссон, Хильда
Хильда Нильссон (швед. Hilda Nilsson; 24 мая 1876 — 10 августа 1917) — шведская преступница, серийная убийца. Из-за банкротства своего мужа подрабатывала нянькой. Брала за деньги детей из семей, где дети были рождены без законных отцов, и внимание к ним было минимальным. Хильда убивала их, топя в ванной. Была приговорена к смертной казни за убийство 8 детей.

## История
Во второй половине XIX — начале XX веков в Европе существовала практика найма кормилиц для младенцев и нянек для детей постарше. Со временем это привело к появлению частных приютов. Малоимущие женщины, и в особенности те, у кого были внебрачные дети, за определённую плату отдавали их няньке на время или навсегда. Плата зачастую была минимальной или же просто одноразовой, и в отсутствие государственного контроля за хозяйствами, в которых жили приемыши, последствия для последних во многих случаях были трагичными. Воспитатели за отсутствием средств зачастую просто морили их голодом.

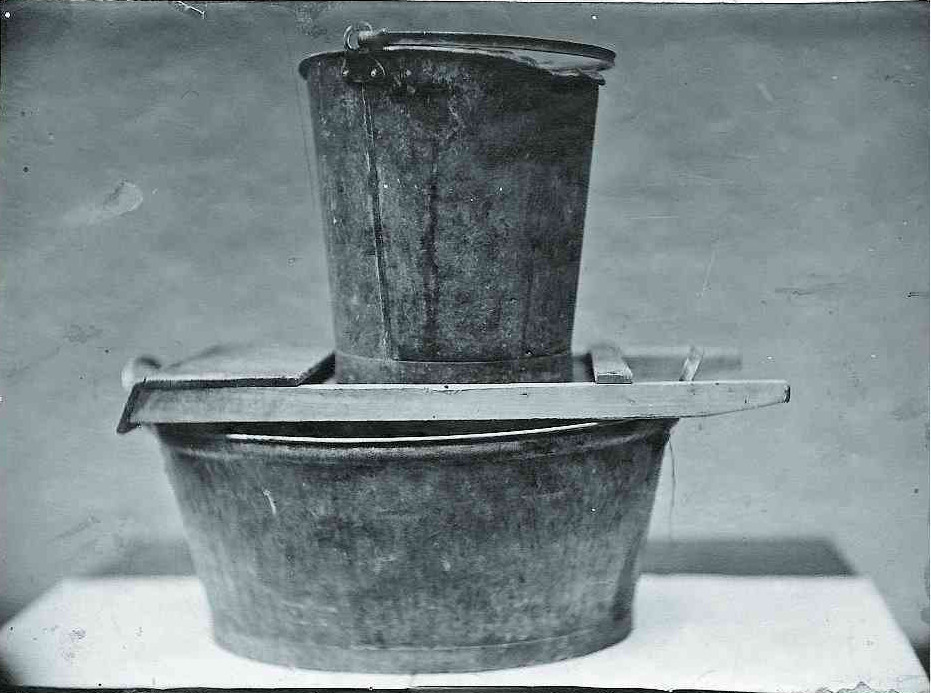
Корыто и ведро, которые Х. Нильссон использовала для утопления грудных детей

Жительница Хельсингборга Хильда Нильссон, имевшая чистый и уютный дом, соблазняла клиенток своим добропорядочным видом, но в отличие от других нянек она, не дожидаясь смерти детей, просто топила их в корыте.
Её бизнес продолжался довольно долго, поскольку матери отданных «на воспитание» внебрачных детей, как правило, не возвращались за ними. Тем не менее о преступлениях всё же стало известно, когда одна из матерей её жертв обратилась в полицию, после чего Хильду арестовали. Суд над ней начался 2 июня 1917 года. После психиатрического освидетельствования она была приговорена к смертной казни 14 июня того же года. Не дожидаясь приговора, Хильда повесилась в собственной камере. В тот же день суд пересмотрел приговор и заменил обезглавливание содержанием в тюрьме. Однако когда к ней пришли, чтобы сообщить о замене смертной казни на пожизненное заключение, было уже слишком поздно.
Хильда Нильссон стала последней женщиной в Швеции, приговорённой к смертной казни.

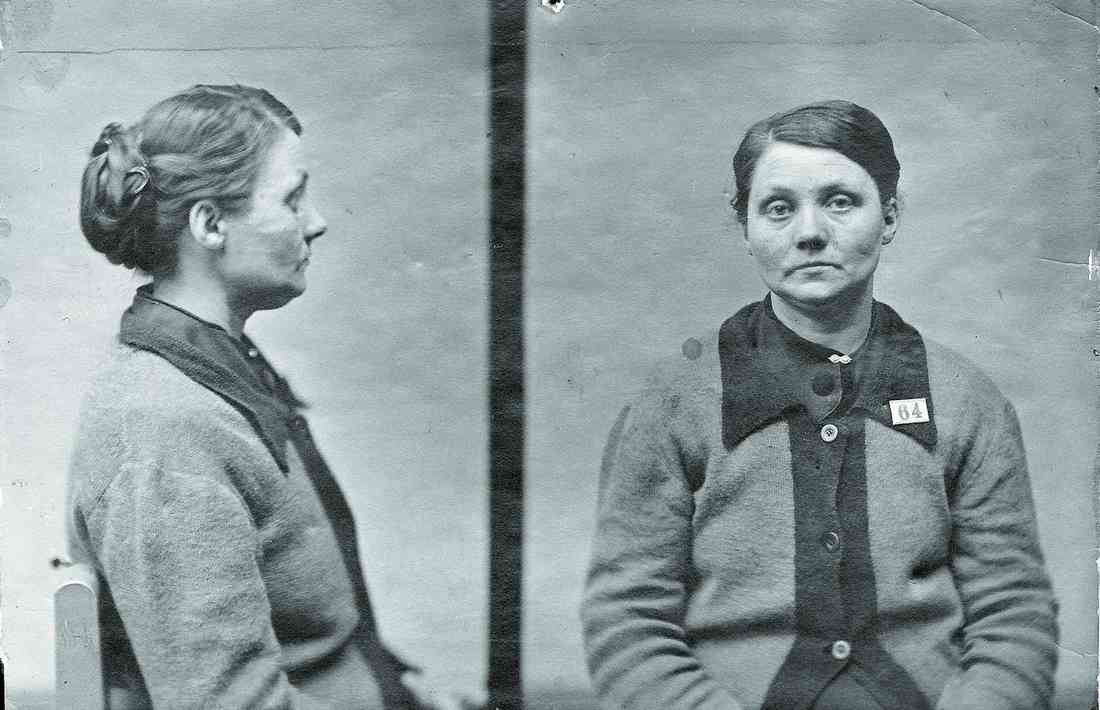
Тюремное фото Х. Нильссон